# Big Cass
William Morrissey (Queens, 16 agosto 1986) è un wrestler statunitense sotto contratto con All Elite Wrestling, dove si esibisce con il ring name Big Bill.
È principalmente ricordato per i suoi trascorsi tra il 2013 e il 2018 nella WWE, dove si esibiva con il ring name Big Cass.

## Biografia
In gioventù ha frequentato la Archbishop High School di Briarwood; ha poi ricevuto una borsa di studio per frequentare la New York University, dove ha studiato economia e giocato da centro nei New York Violets dal 2005 al 2009, diventando co-capitano all'ultima stagione.

## Carriera

### Gli esordi (2010–2011)
Nel 2010 Morrissey lotta con il ring-name Bill Young nella World of Unpredictable Wrestling, federazione di proprietà del suo allenatore Johnny Rodz.

### WWE (2011–2018)

#### Florida Championship Wrestling (2011–2013)
Nel 2011 firma un contratto con la Florida Championship Wrestling, all'epoca territorio di sviluppo della World Wrestling Entertainment; fa il suo debutto televisivo nel mese di luglio con il ring-name Dean Martin, mentre a settembre cambia pseudonimo in Colin Cassady.

#### NXT(2013–2015)
Nel 2013 crea un tag team con Enzo Amore, riuscendo a battere Mason Ryan, con il quale singolarmente veniva continuamente sconfitto. Hanno successivamente un feud contro il team di Sylvester Lefort, formato da Scott Dawson e Alexander Rusev.
Il 25 settembre hanno l'opportunità di diventare i primi sfidanti per l'NXT Tag Team Championship in un fatal four-way gauntlet tag team match che vede vincitori The Ascension.

#### Debutto aRaw, tag team e faida con Enzo Amore (2016–2017)
Colin Cassady debutta, assieme ad Enzo Amore, nella puntata di Raw del 4 aprile 2016 in cui i due arrivano sul ring e hanno un'accesa discussione con i Dudley Boyz (Bubba Ray Dudley e D-Von Dudley).
La settimana dopo, Big Cass e Amore ritornano a Raw discutendo ancora una volta con i Dudley Boyz. Nella puntata di SmackDown del 14 aprile lui e Amore prendono parte ad un torneo per decretare gli sfidanti al WWE Tag Team Championship detenuto dal New Day (Big E, Kofi Kingston e Xavier Woods) dove affrontano e sconfiggono ai quarti di finale gli Ascension (Konnor e Viktor). Nella semifinale, invece, svoltasi il 18 aprile a Raw, Amore e Cass sconfiggono i Dudley Boyz, qualificandosi per la finale contro i Vaudevillains (Aiden English e Simon Gotch) (loro vecchi rivali ad NXT) a Payback. Nella puntata di SmackDown del 28 aprile Amore e Cass trionfano su Bo Dallas e Curtis Axel dei Social Outcasts. Durante la finale del torneo contro i Vaudevillains, svoltasi il 1º maggio a Payback, Enzo impatta in malo modo contro la seconda corda dopo che Simon Gotch esegue su di lui una Irish Whip, cadendo a terra privo di sensi. Viene trasportato in ambulanza ad un ospedale dove gli viene diagnosticata una commozione cerebrale, nonostante tutto viene dimesso poche ore dopo l'infortunio, mentre il match termina in un no contest. Ciononostante i Vaudevillains hanno vinto a tavolino l'incontro, diventando contendenti nº1 ai titoli di coppia. Nella puntata di Raw del 2 maggio Cass e i New Day affrontano e sconfiggono i Vaudevillains e i Dudley Boyz. A causa dell'infortunio di Enzo, Cass ha iniziato a lottare in singolo (cambiando il proprio nome in Big Cass) e nella puntata di Raw del 16 maggio ha sconfitto D-Von Dudley. Dopo che Enzo è tornato nella puntata di Raw del 23 maggio, Cass ha sconfitto Bubba Ray Dudley. Il 19 giugno a Money in the Bank Enzo e Cass non sono riusciti a conquistare il WWE Tag Team Championship in un Fatal 4-Way Tag Team match che includeva anche Karl Anderson e Luke Gallows, i Vaudevillains e i campioni del New Day, poiché questi ultimi hanno vinto l'incontro, mantenendo i titoli. Nella puntata di Raw del 27 giugno Enzo e Cass sconfiggono in pochi secondi due jobber locali e, al termine del match, vengono sfottuti dai Social Outcasts (Bo Dallas, Curtis Axel e Heath Slater). Nella puntata di Raw del 4 luglio Enzo e Cass sconfiggono Bo Dallas e Curtis Axel. Poco più tardi, quella stessa sera, aiutano John Cena dall'attacco del Club (AJ Styles, Karl Anderson e Luke Gallows).
Con la Draft Lottery avvenuta nella puntata di SmackDown del 19 luglio, sia Enzo che Cass sono stati trasferiti nel roster di Raw. Il 24 luglio a Battleground Enzo, Cass e John Cena hanno sconfitto il Club. Nella puntata di Raw del 25 luglio Enzo e Cass hanno sconfitto gli Shining Stars (Primo e Epico) a causa dell'interferenza dei Golden Truth (Goldust e R-Truth). Il 21 agosto a SummerSlam Enzo e Cass sono stati sconfitti dai Jeri-KO (Chris Jericho e Kevin Owens). Nella puntata di Raw della sera dopo Finn Bálor ha reso vacante il WWE Universal Championship vinto la sera prima a SummerSlam e così è stato indetto un Fatal 4-Way Elimination match per la riassegnazione del titolo per la successiva puntata di Raw del 28 agosto; Cass ha affrontato Rusev in un match di qualificazione a questo Fatal 4-Way sconfiggendolo per count-out. Il 29 agosto, a Raw, Cass ha partecipato a al Fatal 4-Way Elimination match per il vacante Universal Championship insieme a Seth Rollins, Roman Reigns e Kevin Owens ma è stato eliminato da quest'ultimo, che si è anche aggiudicato la contesa. Il 5 settembre, a Raw, Enzo & Cass sono stati sconfitti dagli Shining Stars in maniera molto fortuita. Nella puntata di Raw del 17 ottobre Big Cass ha sconfitto Karl Anderson. Il 30 ottobre a Hell in a Cell Enzo e Cass sono stati sconfitti da Luke Gallows e Karl Anderson. Nella puntata di Raw del 14 novembre Enzo Amore, Big Cass, Luke Gallows e Karl Anderson hanno sconfitto i Golden Truth e gli Shining Stars. Il 20 novembre a Survivor Series Enzo e Big Cass hanno preso parte al 10-on-10 Traditional Survivor Series Tag Team Elimination match come parte del Team Raw contro il Team SmackDown, ma sono stati eliminati dagli Usos (Jey Uso e Jimmy Uso); nonostante questo, però, il Team Raw ha vinto lo stesso l'incontro. Il 18 dicembre, nel Kick-off di Roadblock: End of the Line, Big Cass è stato sconfitto da Rusev per count-out.
Nella puntata di Raw del 19 dicembre Cass è stato sconfitto da Rusev per squalifica a causa della sua brutalità. Nella puntata di Raw del 2 gennaio 2017 Big Cass è stato sconfitto da Rusev e Jinder Mahal (nuovo alleato del bulgaro) in un 2-on-1 Handicap match. Nella puntata di Raw del 9 gennaio Cass ha sconfitto Jinder Mahal grazie anche all'intervento di Shawn Michaels, che ha messo fuori gioco Rusev. Nella puntata di Raw del 16 gennaio 2017 Enzo e Cass hanno sconfitto Rusev e Jinder Mahal. Nella puntata di Raw del 23 gennaio Enzo, Cass e Big E e Kofi Kingston del New Day sono stati sconfitti da Rusev, Jinder Mahal, Titus O'Neil e Braun Strowman. Il 29 gennaio Big Cass ha partecipato al Royal Rumble match dell'omonimo pay-per-view entrando col numero 1 ma è stato eliminato da Braun Strowman dopo dieci minuti di permanenza. Nella puntata di Raw del 30 gennaio Enzo e Cass hanno sconfitto Rusev e Jinder Mahal in un Tornado Tag Team match. Nella puntata di Raw del 20 febbraio Enzo e Cass hanno sconfitto Cesaro e Sheamus, diventando i contendenti nº1 al WWE Raw Tag Team Championship di Karl Anderson e Luke Gallows per Fastlane. Nella puntata di Raw del 27 febbraio Big Cass ha sconfitto Luke Gallows. Il 5 marzo, a Fastlane, Enzo e Cass sono stati sconfitti da Karl Anderson e Luke Gallows, fallendo l'assalto ai titoli. Nella puntata di Raw del 6 marzo Enzo e Cass sono stati sconfitti per squalifica da Gallows e Anderson a causa dell'intervento di Cesaro e Sheamus, fallendo l'assalto ai titoli di coppia. Nella puntata di Raw del 13 marzo il match tra Enzo e Cass contro Cesaro e Sheamus per determinare il contendente nº1 al WWE Raw Tag Team Championship di Luke Gallows e Karl Anderson per WrestleMania 33 è terminato in doppia squalifica a causa dell'intervento dei campioni ad entrambi i tag team contendenti. Nella puntata di Raw del 20 marzo Enzo, Cass, Luke Gallows e Karl Anderson sono stati sconfitti da Cesaro e Sheamus in un 4-on-2 Handicap match dove, qualora i due avessero perso, avrebbero dovuto rinunciare al loro incontro titolato di WrestleMania 33 per il WWE Raw Tag Team Championship. Il 2 aprile, a WrestleMania 33, Enzo e Cass hanno affrontato Gallows e Anderson, Cesaro e Sheamus e i rientranti Hardy Boyz (Jeff Hardy e Matt Hardy) in un Fatal 4-Way Ladder Match per il WWE Raw Tag Team Championship ma il match è stato vinto dai fratelli Hardy.
Nella puntata di Raw del 3 aprile Enzo e Cass hanno affrontato Cesaro e Sheamus per determinare i contendenti nº1 al WWE Raw Tag Team Championship degli Hardy Boyz ma sono stati sconfitti. Nella puntata di Main Event del 14 aprile Big Cass ha sconfitto Titus O'Neil. Nella puntata di Raw del 17 aprile Enzo e Cass sono stati sconfitti da Luke Gallows e Karl Anderson. Nella puntata di Raw del 24 aprile Cass, Finn Bálor e Seth Rollins hanno sconfitto Luke Gallows, Karl Anderson e Samoa Joe. Il 30 aprile, nel Kick-off di Payback, Enzo e Cass hanno sconfitto Luke Gallows e Karl Anderson. Nella puntata di Raw dell'8 maggio Enzo e Cass hanno partecipato ad un Tag Team Turmoil match per determinare i contendenti nº1 al WWE Raw Tag Team Championship degli Hardy Boyz ma sono stati eliminati da Cesaro e Sheamus. Nella puntata di Raw del 15 maggio Big Cass ha sconfitto Titus O'Neil. Nella puntata di Raw del 12 giugno Enzo e Cass sono stati sconfitti da Luke Gallows e Karl Anderson.
Dopo che Enzo Amore è stato aggredito in diverse occasioni nel backstage, nella puntata di Raw del 19 giugno 2017 è stato rivelato che il suo aggressore era in realtà Big Cass, il quale ha effettuato un turn heel; questo ha sancito la fine del duo. Il 9 luglio, a Great Balls of Fire, Cass ha duramente sconfitto Enzo Amore. Nella puntata di Raw del 24 luglio Cass ha sconfitto nuovamente Enzo Amore. Il 20 agosto, a SummerSlam, Cass ha sconfitto Big Show in un match in cui Enzo Amore era rinchiuso in una gabbia per squali sospesa al di sopra del ring. Nella puntata di Raw del 21 agosto Cass è stato sconfitto da Enzo Amore in un Brooklyn Street Fight match dopo essersi infortunato al legamento crociato del ginocchio sinistro, che lo ha costretto ad uno stop di circa otto mesi.

#### Carriera in singolo aSmackDown(2018)
Con lo Shake-up del 17 aprile 2018 Big Cass è stato trasferito nel roster di SmackDown; quella stessa sera ha fatto il suo ritorno dall'infortunio, attaccando Daniel Bryan durante il suo match contro il Rusev Day (Aiden English e Rusev). Il 27 aprile, a Greatest Royal Rumble, Cass ha partecipato al Royal Rumble match a 50 uomini entrando col numero 49 ma è stato eliminato da Braun Strowman. Il 6 maggio, a Backlash, Cass è stato sconfitto da Daniel Bryan. Nella puntata di SmackDown del 29 maggio Cass ha partecipato ad un Triple Threat match di qualificazione al Money in the Bank Ladder match che includeva anche Daniel Bryan e Samoa Joe ma il match è stato vinto da quest'ultimo. Il 17 giugno, a Money in the Bank, Cass è stato sconfitto da Daniel Bryan per la seconda volta.
Il 19 giugno 2018 è stato licenziato.

### Circuito indipendente (2018–2021)
Il 2 agosto, Big Time Wrestling annunciò che Morrissey, ora noto come Big Cazz (successivamente cambiato in Big C), avrebbe fatto il suo ritorno nel ring dopo che la clausola di non concorrenza di 90 giorni nel suo contratto con la WWE era scaduta il 21 settembre. È apparso ad un evento BTW il 5 ottobre, tagliando un promo, rivolgendosi in modo ostile ai fan, consolidandosi così come heel. Il 1º dicembre, Big Cass ha lottato per House of Hardcore 51 di Tommy Dreamer sotto il nome di Big Ca$$, perdendo contro MVP. 
Morrissey ha fatto un'apparizione anche a House of Hardcore 52 l'8 dicembre, ma durante l'intervallo dello spettacolo è stato portato d'urgenza in ospedale dopo aver subito un attacco.
Il 6 aprile 2019, Morrissey, insieme all'ex tag partner Enzo Amore, è apparso al G1 Supercard al Madison Square Garden. Dopo un tag team match che coinvolgeva i talenti di Ring of Honor e New Japan Pro-Wrestling, i due saltarono la barricata e attaccarono diversi lottatori. Le telecamere della trasmissione hanno interrotto l'incidente per indicare un legittimo attacco esterno, ma in seguito è stato riferito che la ripresa era falsa. 
Tuttavia, seguendo la ripresa, il duo non è stato prenotato per nessuno spettacolo successivo e l'incidente non è mai stato più menzionato.
Il 15 giugno 2019, Morrissey, sotto il ring name di CaZXL, ha fatto il suo debutto per Northeast Wrestling (NEW), dove era accompagnato da Arndt, ora noto come nZo. Caz ha quindi lanciato una open challenge a chiunque nel roster. Jon Moxley avrebbe risposto alla sfida e poi lo avrebbe sconfitto in un match. 
Morrissey è stato inattivo dal wrestling da settembre 2019 a febbraio 2021 e ha sconfitto Christian Mox allo SWE Clash a Canton nella sua partita di ritorno.

### Impact Wrestling (2021–2022)
Il 25 aprile 2021, a Rebellion, debuttò a Impact Wrestling.

### All Elite Wrestling (2022–presente)

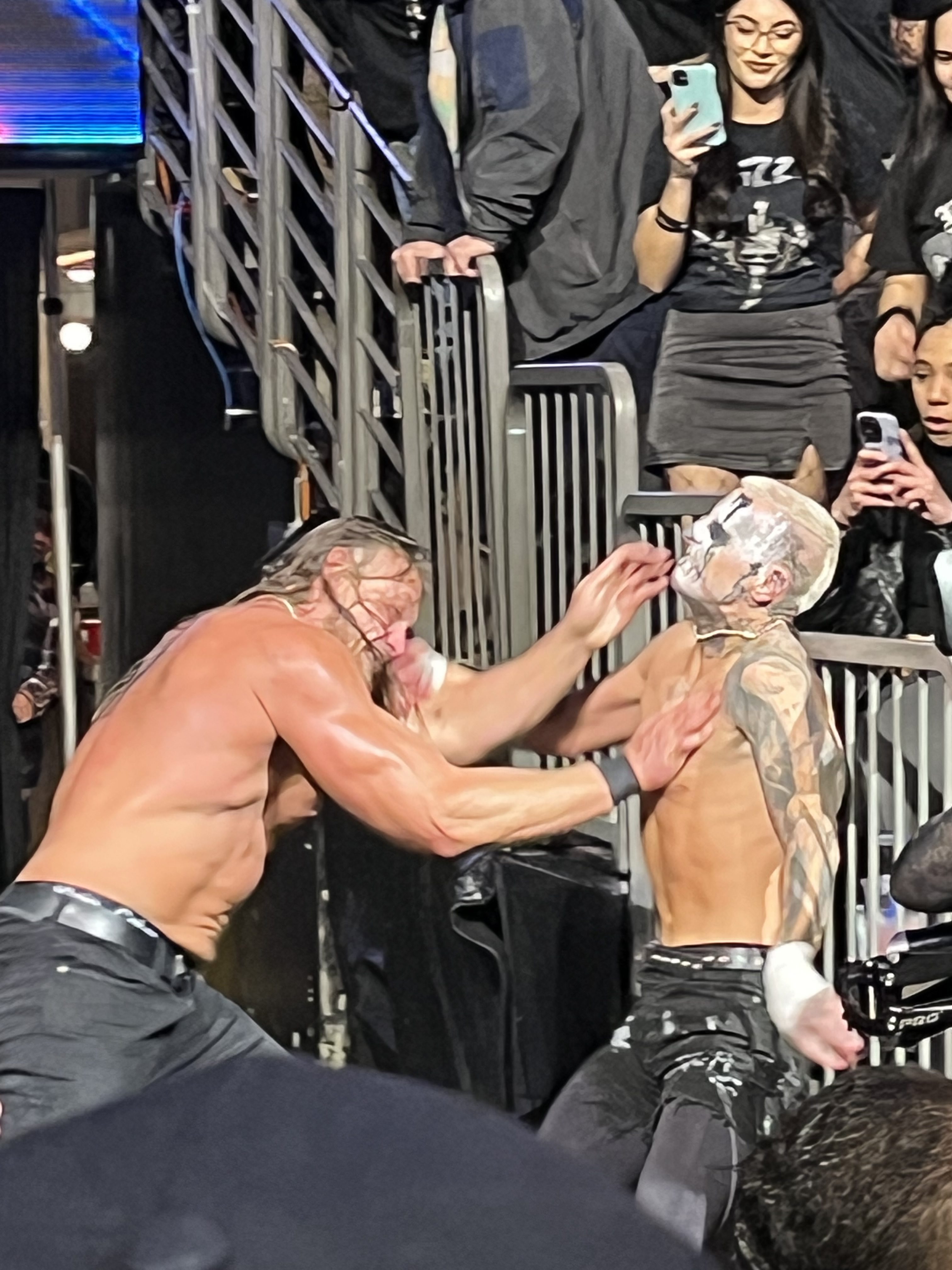
Big Bill da un chop a Darby Allin nel febbraio 2024

Il 4 maggio 2022, nell'episodio di Dynamite, Morrissey ha fatto il suo debutto in All Elite Wrestling (AEW) come un personaggio heel, servendo come scelta di MJF per il misterioso avversario di Wardlow. Wardlow batté Morissey per schienamento.
Nell'agosto 2022, Morrissey firmerà un contratto a tempo pieno con la AEW, e cambiare il suo ring name in Big Bill. Big Bill ha iniziato il suo mandato in AEW come membro della scuderia di Stokely Hathaway, conosciuta come The Firm, ma nella primavera del 2023 il gruppo si è sciolto silenziosamente, con Big Bill che poi ha preso la sua strada.
Nell'agosto 2023, Big Bill e Ricky Starks hanno formato una partnership dopo che Starks ha ottenuto la licenza di manager e ha iniziato a gestire Big Bill per continuare ad apparire in AEW dopo essere stato (kayfabe) sospeso dalla società. Nell'episodio del 7 ottobre di Collision, Big Bill e Starks hanno sconfitto gli FTR (Dax Harwood e Cash Wheeler) per l'AEW World Tag Team Championship. 
Questo ha segnato il suo primo regno in un'importante promozione di wrestling. Big Bill e Starks hanno perso i titoli contro Sting e Darby Allin in un tornado tag team match nell'episodio del 7 febbraio 2024 di "Dynamite", ponendo fine al loro regno a 123 giorni.
Nel maggio 2024, Big Bill si è unito alla scuderia The Learning Tree guidata dall'FTW Champion Chris Jericho, e nell'episodio del 12 giugno di Dynamite è stato soprannominato "The Redwood". Nel giugno 2024 a Forbidden Door, Bill ha collaborato con Jericho e Jeff Cobb perdendo contro Hook, Katsuyori Shibata e Samoa Joe. Nell'episodio del 23 novembre di Dynamite Bill ha aiutato Jericho a sconfiggere Mark Briscoe in una Ladder War per il ROH World Championship. Nel gennaio 2025, Bill iniziò una faida con Powerhouse Hobbs. 
Nel febbraio 2025, Bill è stato sconfitto da Hobbs in una Street Fight.

## Vita privata
Dal settembre del 2014 al dicembre del 2017 è stato fidanzato con la collega Carmella.

## Personaggio

### Mosse finali
- Big boot
- Swinging side slam

### Manager
- Carmella

### Soprannomi
- "Big Bambino"
- "Cowboy"

## Titoli e riconoscimenti
- All Elite Wrestling
  - AEW World Tag Team Championship (1) – con Ricky Starks[22]
- Pro Wrestling Illustrated
  - 94º tra i 500 migliori wrestler singoli nella PWI 500 (2017)[23]
- Rolling Stone
  - 10° tra i 10 migliori wrestler dell'anno (2016)
- World of Unpredictable Wrestling
  - WUW North American Championship (1)
- WWE
  - NXT Year-End Award (1)
    - NXT Tag Team of the Year (edizione 2015)[24] con Enzo Amore